# Unión Pijijiapan
Unión Pijijiapan är en ort i Mexiko.   Den ligger i kommunen Pijijiapan och delstaten Chiapas, i den sydöstra delen av landet, 800 km sydost om huvudstaden Mexico City. Unión Pijijiapan ligger 262 meter över havet och antalet invånare är 242.
Terrängen runt Unión Pijijiapan är kuperad åt sydväst, men åt nordost är den bergig. Runt Unión Pijijiapan är det ganska glesbefolkat, med 28 invånare per kvadratkilometer. Närmaste större samhälle är Pijijiapan, 15,8 km väster om Unión Pijijiapan. I omgivningarna runt Unión Pijijiapan växer huvudsakligen savannskog.